# 坎貝爾大學
坎贝尔大学（Campbell University）是一所位于美國北卡罗来纳州伊斯克里克的私立浸礼会大学。它由浸礼会牧师J.A.坎贝尔（ J.A. Campbell）于1887年创立。坎貝爾大學有多個校區。